# 中华按蚊
中华按蚊（Anopheles sinensis），又稱中華瘧蚊，是蚊科疟蚊属的一种能传播疟疾和淋巴丝虫病的蚊子。在东南亚，它被认为是这些人类寄生虫病的最重要病媒。在许多地区，它是間日瘧原蟲的主要病媒。在中国，它也能传播丝虫以及节肢动物蛔虫索线虫科。
其种加词“sinensis”意为“中华的”。

## 分布和栖息地
中华按蚊分布于印度东北部、缅甸、泰国、马来西亚、印度尼西亚、柬埔寨、越南、中国、台湾、日本和韩国。中华按蚊的主要栖息地是稻田、沟渠、溪流、灌溉渠、沼泽、池塘和地面水池。
中华按蚊大多叮咬大型动物，当附近有动物时，叮咬人类的情况相对较少。它们的叮咬時間一般从黄昏持續到黎明，但最严重的叮咬一般出現在凌晨2至4点之间。它们在10月至3月期间主要在一些茂密的草丛下冬眠。